# Avenged Sevenfold
Avenged Sevenfold (A7X) är ett amerikanskt heavy metal-band från Huntington Beach i Kalifornien, bildat 1999. Bandet består av M.Shadows (sång), Synyster Gates (gitarr), Zacky Vengeance (gitarr), Johnny Christ (basgitarr) och Brooks Wackerman (trummor).

## Historik
Avenged Sevenfold bildades 1999 av Matthew Sanders, Zachary Baker och Jimmy Sullivan (mer känd som The Rev). Bandets första album heter Sounding the Seventh Trumpet. Detta album spelades in medan medlemmarna i bandet fortfarande gick på high school och sålde inte så bra, men bandets andra album, Waking the Fallen, gav dem mer uppmärksamhet. Bandets tredje album City of Evil gavs ut 2005, och ett fjärde album, Avenged Sevenfold, släpptes 2007. Albumet vann Kerrang's "Album of the Year Award".
Den 28 december 2009 hittades trummisen Jimmy "The Rev" Sullivan död i sitt hem. The Rev's död tog hela bandet hårt.
År 2010 släpptes bandets femte album, Nightmare. Albumet klättrade till toppen på Billboard 200.
Den 20 januari 2011 meddelade Avenged Sevenfold på sin webbplats att de har hittat en ny trummis, Arin Ilejay.
Den 23 juli 2013 kom Synyster Gates och Zacky Vengeance till Stockholm för att få träffa 20 svenska fans och förhandslyssna på den kommande plattan "Hail To The King" som senare samma år släpptes.
Den 13 oktober 2016 släppte bandet en ny singel, "The Stage".
Den 28 oktober 2016 släppte bandet sitt sjunde album "The Stage". Detta är bandets första album med trummisen Brooks Wackerman. Albumet är bandets längsta med sina 73 minuter och 35 sekunder vilket slår "Waking The Fallen" med 5 minuter och 4 sekunder. Albumet innehåller även bandets hitintills längsta låt "Exist" som är 15 minuter och 41 sekunder lång. "The Stage" är ett konceptalbum som handlar om artificiell intelligens och samhällets självförstörelse.

## Influenser och Musikstil
Bandets influenser inkluderar Guns n' Roses, Iron Maiden, Pantera, Bad Religion, Dream Theater, Motörhead, Megadeth, Metallica, Black Sabbath, Led Zeppelin, The Rolling Stones, AC/DC, NOFX, Alice In Chains, Black Flag, Corrosion of Conformity, Suicidal Tendencies, Misfits, Slayer, The Vandals, Rage Against The Machine, Korn, Deftones samt AFI.
Bandet har kategoriserats under många stilar av heavy metal. Främst som heavy metal, hårdrock samt metalcore på de två första albumen. Debutalbumet Sounding the Seventh Trumpet bestod nästan enbart av ett Metalcore-sound, men det fanns flera avvikelser från denna genre, framför allt i låten Streets, som visar en punkrockstil och Warmness on the Soul som är en pianoballad. Bandets andra album Waking the Fallen har också ett metalcore-sound fast med mer ren sång än föregångaren. På bandets tredje album City of Evil övergav de metalcoresoundet och bestod mestadels av ett mer normalt heavy metal och hårdrocksound, där hade bandet helt övergett skriksången. Det fjärde albumet Avenged Sevenfold är ungefär som City of Evil fast med vissa symfoniska element. Bandets sjätte album Hail To The King visar ett mer old school-sound och rifforienterat sound. Bandets sjunde album The Stage utforskar de djupare i Progressive Metal med en del Thrash metal-inslag.

## Bandmedlemmar
Nuvarande medlemmar
- M. Shadows (Matthew Charles Sanders) – sång (1999– )
- Zacky Vengeance (Zachary James Baker) – kompgitarr, sologitarr, akustisk gitarr, bakgrundssång (1999– )
- Synyster Gates (Brian Elwin Haner Jr.) – sologitarr, bakgrundssång (2000– )
- Johnny Christ (Jonathan Lewis Seward) – basgitarr, bakgrundssång (2002– )
- Brooks Wackerman – trummor (2015– )

Tidigare medlemmar
- Matt Wendt – basgitarr (1999–2000)
- Justin Sane – basgitarr, piano (2000–2001)
- Dameon Ash – basgitarr (2001–2002)
- The Rev (James Owen Sullivan) – trummor, bakgrundssång (1999–2009; död 2009)[5]
- Arin Ilejay – trummor (2011–2015)

Studiomusiker
- Mike Portnoy – trummor (2010)

## Diskografi

### Studioalbum
- Sounding the Seventh Trumpet (2001)
- Waking the Fallen (2003)
- City of Evil (2005)
- Avenged Sevenfold (2007)
- Nightmare (2010)
- Hail To The King (2013)
- The Stage (2016)
- Life Is but a Dream... (2023)

### Livealbum
- Live in the LBC & Diamonds in the Rough (2008)
- Live at the GRAMMY Museum® (2017)

### EP
- Warmness on the Soul (2001)
- Welcome to the Family (2010)
- Black Reign (2018)

### Singlar
- "Second Heartbeat" (2003)
- "Unholy Confessions" (2004)
- "Burn It Down" (2005)
- "Bat Country" (2005)
- "Beast and the Harlot" (2005)
- "Seize the Day" (2006)
- "Walk" (Pantera cover) (2007)
- "Critical Acclaim" (2007)
- "Almost Easy" (2007)
- "Afterlife" (2008)
- "Crossroads" (2008)
- "Dear God" (2008)
- "Scream" (2008)
- "Nightmare" (2010)
- "Lost it All" (2010)
- "Welcome to the Family" (2011)
- "So Far Away" (2011)
- "Not Ready to Die" (2011)
- "Buried Alive" (2011)
- "Carry On" (2012)
- "Hail to the King" (2013)
- "The Stage" (2016)
- "Malagueña Salerosa" (2017)
- "Retrovertigo" (2017)
- "Dose" (2017)
- "Runaway" (2017)
- "God Only Knows" (2017)
- "As Tears Go By" (2017)
- "Nobody" (2023)

### DVD:er
- All Excess (2007)
- Live in the LBC & Diamonds in the Rough (2008)